# Požarna odeja
Požarna odeja je varnostna naprava, ki je namenjena gašenju malih (začetnih) požarov. Sestavljena je iz materialov odpornih proti ognju, katero se namesti nad ogenj, da bi ga zadušili (glej spodaj)
Male protipožarne odeje, kot so za uporabo v kuhinjah in doma so običajno izdelane iz steklenih vlaken in so prepognjene v hitro-dostopnih škatlah, za lažje shranjevanje.
Večje protipožarne odeje, katere so namenjene  za uporabo v labolatorijske in industrijske namene, so izdelane iz volne. Te odeje so običajno nameščene v navpičnih omarah (hitro-dostopnih), tako da jih je mogoce enostavno potegniti in oviti okoli osebe, katere oblačila so v plamenih.
Nekatere starejše požarne odeje so bile izdelane iz tkanih azbestnih vlaken in niso odobrene s strani NFPA. To lahko predstavlja problem pri razgradnji stare opreme. Novejše odeje, kot so Titan21, požarna odeja, ki je 100 % bombaža vsebuje izdelek imenovan hartindo AF21, kateri je okolju prijazen. Pomembno je, da požarna odeja odobrena s strani NFPA.

## Uporaba
Da bi ogenj gorel morajo biti prisotni vsi tri elementi. To so gorivo, kisik in toplota.
Požano odejo ali jo postavimo tesno okoli objekta, ki je v plamenih  ali pa z njo samo prekrijemo objekt. Četudi je požarna odeja postavljena na objekt, ali pa ga samo obdaja je njena naloga, da prekine dovod kisika do ognja.
Pri uporabi požarne odeje je pomembno, da se zaščitijo roke. Zgornja slika prikazuje kako si odejo ovijemo okoli rok, da jih zaščitimo pred toploto.